# Orthopristis chalceus
Orthopristis chalceus är en fiskart som först beskrevs av Günther, 1864.  Orthopristis chalceus ingår i släktet Orthopristis och familjen Haemulidae. IUCN kategoriserar arten globalt som livskraftig. Inga underarter finns listade i Catalogue of Life.